# Bàcul pastoral

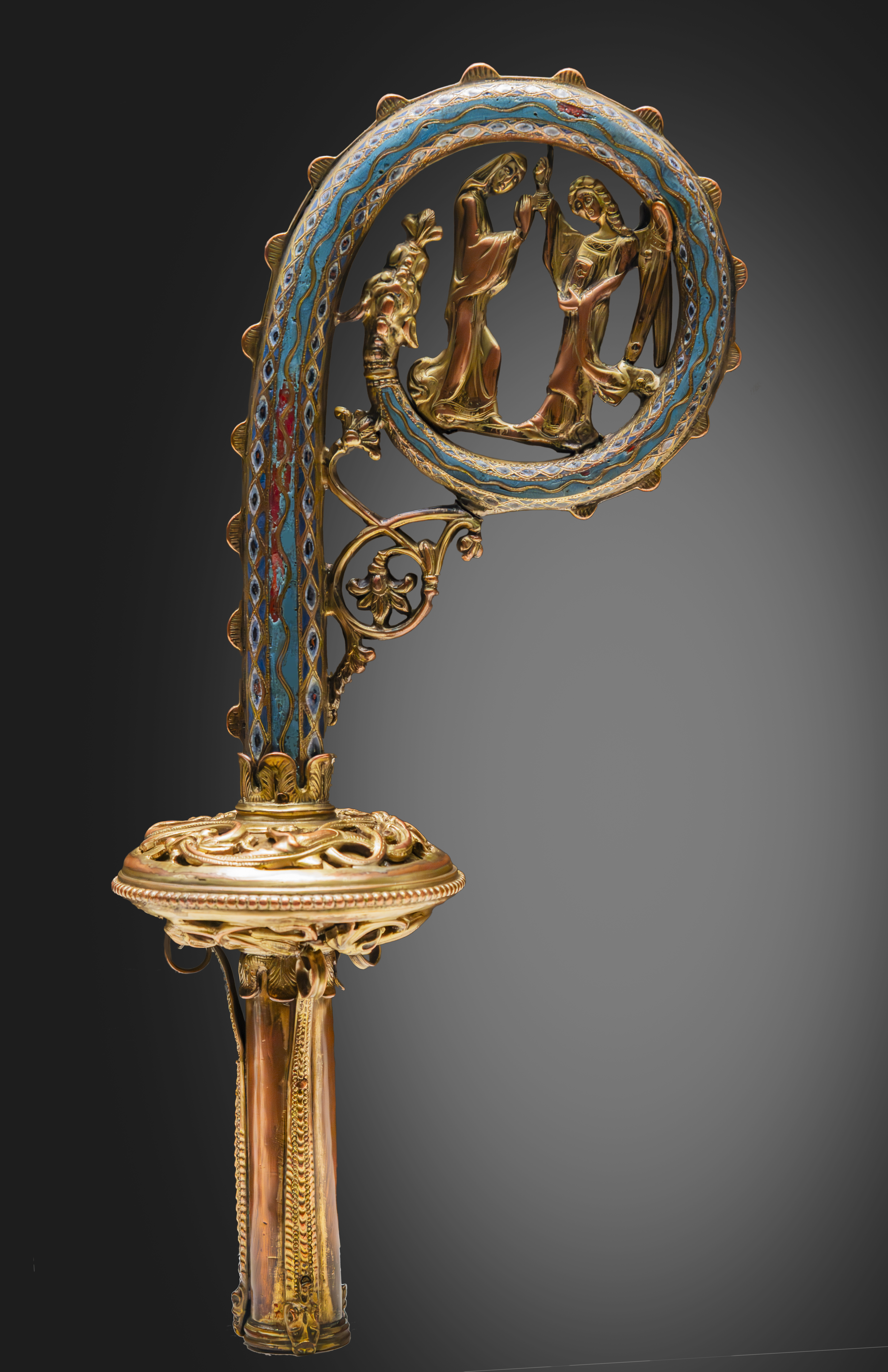
Bàcul de l'Anunciació, Museu Nacional d'Art de Catalunya

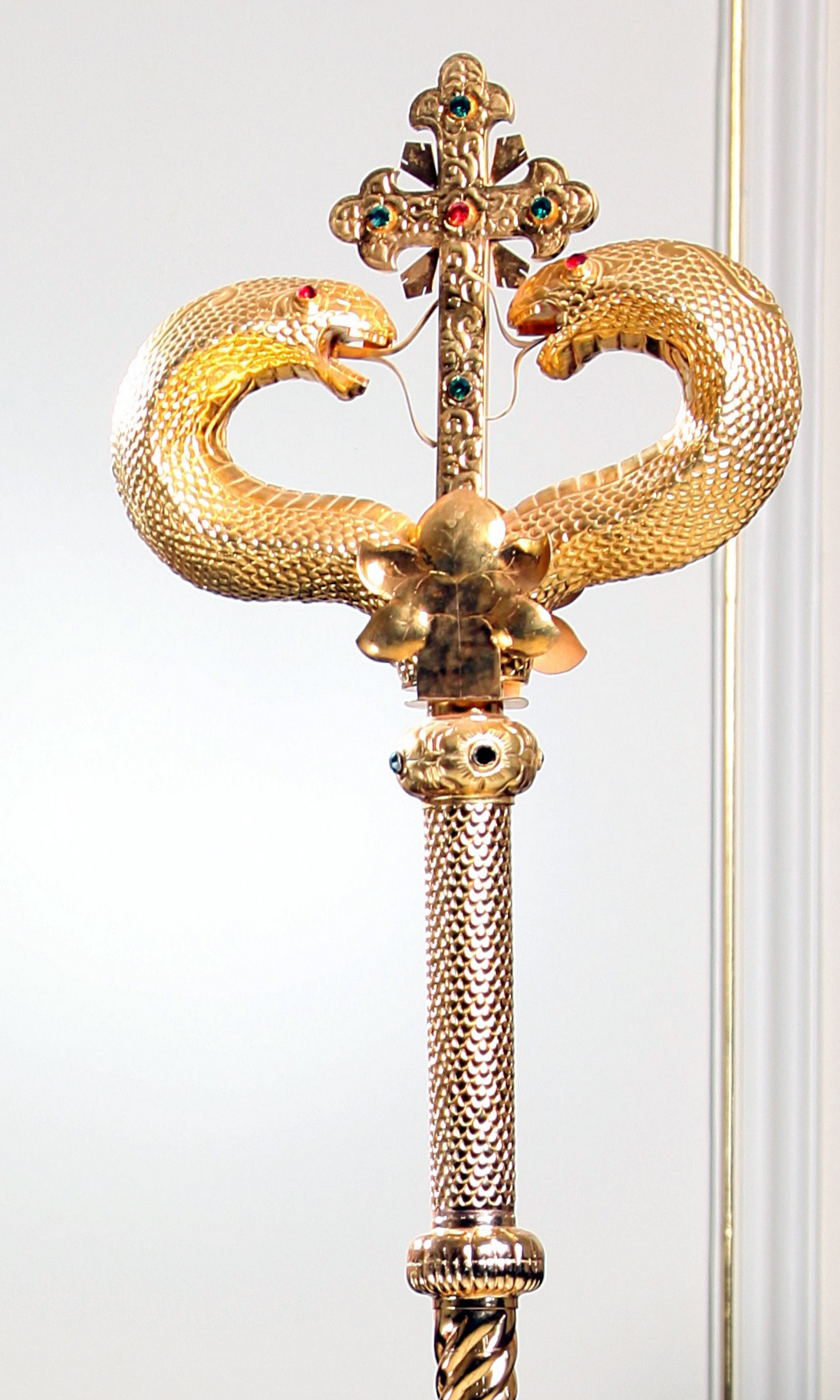
Bàcul oriental del Patriarca d'Antioquia Ortodox sirià, amb serps representant la vara de Moisès

Un bàcul és un bastó que porten els bisbes. El seu origen és confús, potser ve de la vara de Moisès i Aaron, o del pal que usaven els pastors, ja que els bisbes condueixen els fidels com el pastor el ramat. A Espanya està documentat des del segle iv. El Papa porta un bàcul acabat en creu; l'ornamentació de la resta varia segons el luxe dels materials i l'època. Els bàculs solen estar fets de metall fi, o almenys daurat o platejat. També poden ser de fusta, encara que això és més comú del bàcul portat per un abat que no pas per un bisbe.

## Història
El bàcul és mencionat per primera vegada al llibre de l'Èxode, quan Déu s'apareix a Moisès a l'esbarzer que crema. Déu pregunta a Moisès què porta a la mà, i Moisès li respon «Un bastó». El bastó miraculosament es converteix en una serp, i després torna a ser un bastó. Posteriorment, el bastó és citat com el "bastó de Déu".
Moisès i Aaron es presenten davant el faraó quan la vara d'Aaron es transforma en una serp. Els bruixots del faraó també són capaços de transformar les seves pròpies vares en serps, però la d'Aaron se les empassa. La vara d'Aaron es fa servir de nou per convertir el Nil en vermell sang. S'utilitza diverses vegades en el mandat de Déu per iniciar les plagues d'Egipte.
Durant l'Èxode, Moisès estén la seva mà amb el bàcul per separar el Mar Roig. Mentre que en el "desert" després de sortir d'Egipte, Moisès segueix el mandat de Déu per colpejar una roca amb la vara per crear una font perquè els israelites puguin beure. Però Moisès colpeja la roca dues vegades amb el bastó quan l'aigua no apareix immediatament després del primer cop. Per colpejar la roca dues vegades, que implica la falta de fe, Déu va castigar a Moisès per no deixar-lo entrar a la terra promesa
Finalment, Moisés utilitza el bàcul a la batalla de Refidim entre els israelites i els amalequites. Quan té alçada la "vara de Déu" els israelites "prevaler", quan ell la deixa caure els seus enemics guanyar la mà. Aaron i Hur l'ajuden a mantenir el bàcul alçat fins que s'aconsegueixen la victòria.,

## Simbolisme
El bàcul simbolitza el poder del bisbe tant espiritual com temporal. L'explicació tradicional de la forma de bàculs occidentals, més enllà de l'òbvia referència al bisbe com un pastor del seu ramat, és la següent: la fèrula a la base simbolitza l'obligació del prelat d'incitar als espiritualment mandrosos; el buit a la part superior, a l'obligació de fer retrocedir als que s'aparten de la fe; i el bàcul en si, la seva obligació de presentar-se com un suport ferm per als fidels. Es considera que és tant una vara com un bastó: la vara per castigar els recalcitrants, i el bastó per conduir els fidels.
El bàcul ortodox i el catòlic de ritu oriental es troba en dues formes comunes. Una d'elles és en forma de tau (lletra grega), amb els braços corbs, coronat per una petita creu. L'altre té una part superior que comprèn un parell de serps o dracs esculpits encrespats de nou un davant l'altre, amb una petita creu entre ells. El simbolisme en aquest últim cas és de la serp de bronze feta per Moisès. També és una reminiscència del caduceu d'Hermes o de la vara de l'antic déu grec Asclepi, el culte del qual estava centrat a l'entorn de l'Egeu, incloent Àsia Menor, el que indica el paper del bisbe com sanador de les malalties espirituals.
A més, hi ha un vincle probable entre la forma del bàcul i la del lituus, el bastó tradicional dels antics àugurs romans.

### Cristianisme occidental

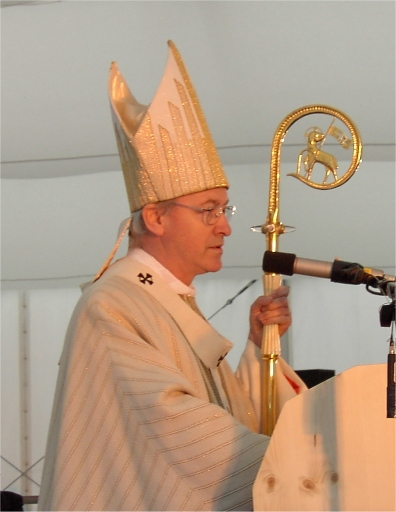
Bisbe amb el bàcul a la mà

Els bàculs utilitzats pels bisbes occidentals tenen la part superior corbada o en forma de garfi, semblant en aparença als tirapeus tradicionalment utilitzats pels pastors. El buit en si (és a dir, la part superior corbada) pot tenir forma com un bastó de pastor senzill, acabant en un estampat de flors, que recorda a la vara d'Aaron, o al cap d'una serp. Es pot envoltar una representació de l'escut d'armes del bisbe o la figura d'un sant. En alguns bàculs molt recarregats, el lloc on el bastó s'uneix amb el buit pot ser dissenyat per representar una església.
En èpoques anteriors, un drap de lli o material ric, anomenat "sudari", se suspenia del bàcul al lloc on el bisbe l'agafava. Això era originalment una aplicació pràctica que impedia la mà del bisbe de la sudoració i la decoloració (o ser descolorit per) el metall. La invenció de l'acer inoxidable al segle xix i la seva posterior incorporació en el material utilitzat per als bàculs va considerar dubtós seu propòsit original. En heràldica, el Sudari sovint encara es representa quan bàculs apareixen en els escuts d'armes.
A l'Església Catòlica Romana, el bàcul és portat sempre pel bisbe amb la volta cap a fora; és a dir, encarat vers les persones o objectes, independentment de si ell és l'Ordinari o no. La Sagrada Congregació de Ritus el 26 de novembre de 1919, indicava en la resposta a la següent pregunta,
| « | En cas que un bisbe aliè faci servir el bàcul episcopal, ja sigui requerit per la funció o permès per l'Ordinari, en quina direcció ha de sostenir que la part superior? Resposta: Sempre amb el buit girat cap a enfora, és a dir cap a les persones o objectes que s'enfronta. (AAS 12-177) | » |

En el cristianisme occidental, el bàcul té la forma d'un bastó de pastor. Un bisbe o cap d'Església porta aquest personal com a "pastor del ramat de Déu", en particular la comunitat sota la seva jurisdicció canònica, però qualsevol bisbe, estigui o no assignat a una diòcesi funcional, també pot usar un bàcul en conferir sagraments i en presidir litúrgies. El Caeremoniale Episcoporum catòlic diu que, com a signe de la seva funció pastoral, un bisbe utilitza un bàcul dins del seu territori, però qualsevol bisbe que celebri la litúrgia solemne amb el consentiment del bisbe local també pot utilitzar-lo. Afegeix que, quan diversos bisbes s'uneixen en una sola celebració, només el que presideix utilitza un bàcul.
Un bisbe en general sosté el seu bàcul amb la mà esquerra, deixant lliure la mà dreta per tal d'atorgar benediccions. El Caeremoniale Episcoporum afirma que el bisbe sosté el bàcul amb el costat obert de la corba cap endavant o cap a les persones. També s'estableix que un bisbe en general té el bàcul durant una processó i quan s'escolta la lectura de l'Evangeli, donant una homilia, acceptant els vots, promeses solemnes o una professió de fe, i al beneir persones, llevat que ell hagi de posar les mans sobre ells. Quan el bisbe no està sostenint el bàcul, es posa en la cura d'un acòlit, conegut com el "portador del bàcul", que pot portar a les seves espatlles un vel com xal anomenat "vimpa", de manera que porta el bàcul sense tocar-lo amb les seves mans nues. Un altre acòlit, també portant una vimpa, sosté la mitra quan el bisbe no la porta posada. A la tradició anglicana, el bàcul el pot portar una altra persona caminant davant del bisbe en una processó.
El bàcul és conferit a un bisbe durant la seva ordenació a l'episcopat. També es presenta a un abat en la seva benedicció, un costum antic que simbolitza el pasturatge de la comunitat monàstica. Tot i que no hi ha cap disposició per a la presentació d'un bàcul en la litúrgia associada amb la benedicció d'una abadessa, per un antic costum una abadessa pot portar un quan condueix la seva comunitat de monges .
L'explicació tradicional de la forma del bàcul és que, com un bastó de pastor, que inclou un ganxo en un extrem per tirar de nou al ramat qualsevol ovelles errants, una rematada en punta a l'altre extrem d'incitar els reticents i els mandrosos, i una vareta en el medi com un fort suport.
El bàcul es fa servir en l'heràldica eclesiàstica per representar l'autoritat pastoral en els escuts d'armes de cardenals, bisbes, abats i abadesses. Va ser suprimit en la majoria de les armes personals a l'Església Catòlica en 1969, i és des de llavors es troba en les armes d'abats i abadesses, escuts d'armes diocesans i altres escuts corporatius.
A l'Església de Déu en Crist, la major església cristiana pentecostal als Estats Units- el Bisbe President porta un bàcul com un signe del seu paper com a líder posicional i funcional de l'Església.

#### Ús papal

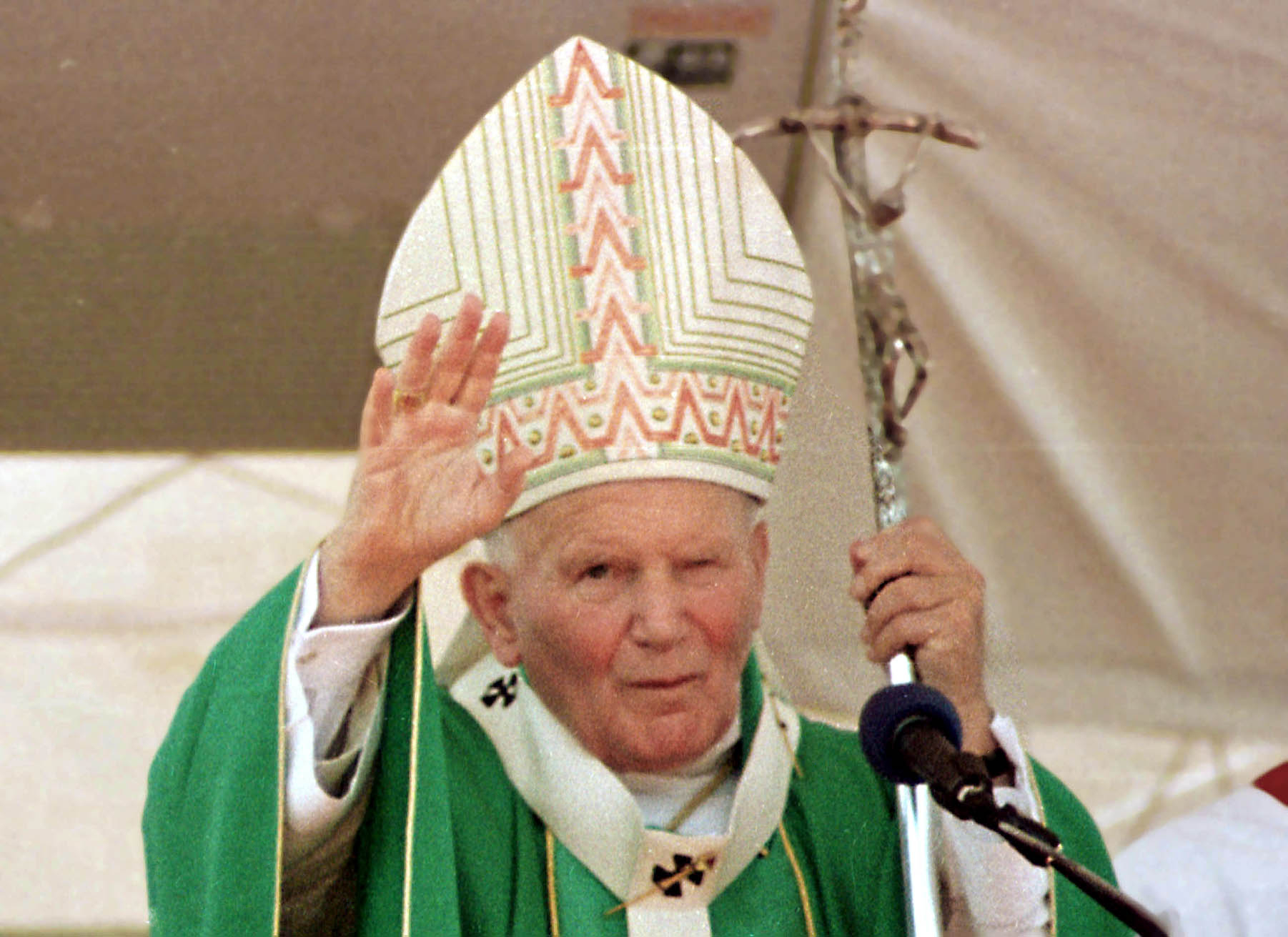
El papa Joan Pau II portant la fèrula papal

Un bàcul també ha estat portat en algunes ocasions pel papa, des dels primers dies de l'església. Aquesta pràctica va ser eliminada gradualment i havia desaparegut en el moment del pontificat del Papa Innocenci III al segle xiii.
A l'Edat Mitjana, els Papes portaven una creu de tres braços (un braç més que les portaven davant dels arquebisbes a les processons), de la mateixa manera que els altres bisbes portaven un bàcul.
Això al seu torn va ser eliminat, però el Papa Pau VI va introduir el bàcul papal modern el 1965, que en lloc d'una creu o un triple creu representa una versió moderna del Crist crucificat, els braços estan fixats a una barra transversal que es corba una mica a la manera d'un bàcul catòlic oriental. Joan Pau I i Joan Pau II també van portar aquest mateix bàcul pastoral, igual que Benet XVI a l'inici del seu papat. Benet XVI va dur endavant bàculs forjats més tradicionals o ferulae, el primer des del pontificat del Papa Pius IX, després un segon acabada de fer en 2009. Francesc va seguir portant el nou bàcul de Benet XVI, portant també el bàcul de Pau VI, alternant-ne l'ús.

### Cristianisme oriental

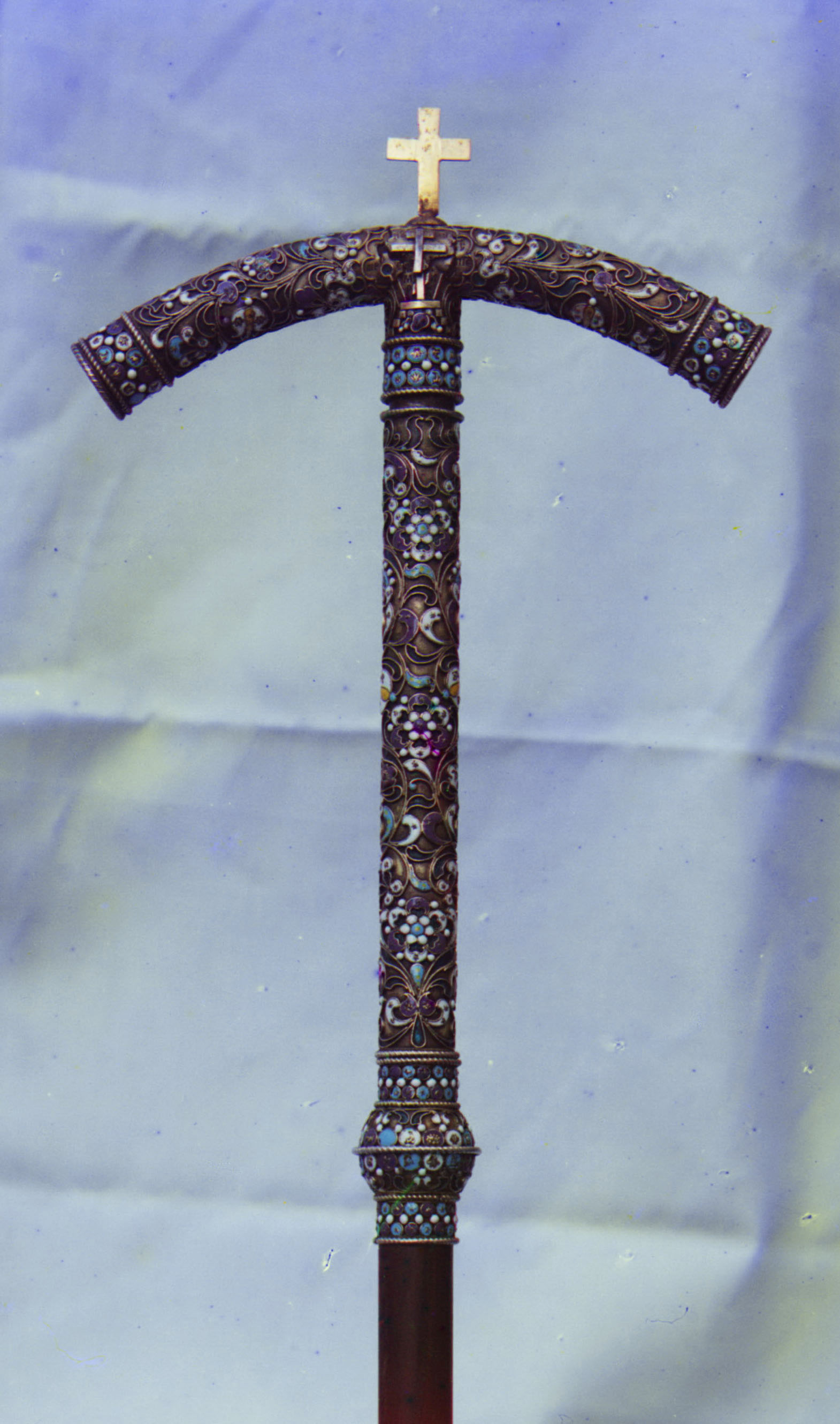
Bàcul en forma de tau que va pertànyer a sant Demetri de Rostov

Els bàculs realitzats pels bisbes orientals, arximandrites, abats i abadesses difereixen en el disseny del bàcul occidental. El bàcul de l'Est es forma més semblant a una crossa que a un bastó de pastor. El sudari o mantell del bàcul encara es fa servir a les esglésies orientals, on es fa generalment d'un teixit ric, com el brocat o vellut, i en general es broda amb una creu o un altre símbol religiós, adornat a les vores i serrells en el part inferior. El sudarium és normalment una peça rectangular de tela amb una cadena de cosit a la vora superior que es fa servir per lligar el sudarium al bàcul i que es pot extreure conjuntament per formar plecs. A mesura que el sudarium es torna més elaborat, els bisbes ja no el tenen entre la seva mà i el bàcul, sinó que posen la seva mà sota d'ell mentre que agafen el bàcul, de manera que sigui visible. El bàcul oriental té dues formes comunes. La forma més antiga és en forma de tau (lletra grega), amb els braços en corba cap avall, coronats per una petita creu. L'altre té una part superior composta per un parell de serps o dracs esculpits amb els seus caps arrissades de nou a un davant l'altre, amb una petita creu entre ells, el que representa la diligència del bisbe a la vigilància del seu ramat.
En el cristianisme oriental (ortodòxia oriental, l'Església Ortodoxa i el catolicisme ooriental), els bisbes usen un bàcul similar. Quan es consagra un bisbe, el bàcul (grec: paterissa, eslai: pósokh) li és presentat pel cap consagrant després de la destitució a la Divina Litúrgia.
L'arquebisbe de Xipre té l'únic privilegi de portar una paterissa en forma d'un ceptre imperial. Aquest és un dels 3 privilegis concedits a l'Església ortodoxa de Xipre per l'emperador Zenó (els altres dos són que signa el seu nom en cinabri, és a dir, amb tinta de color vermelló per l'addició del mineral de cinabri i per utilitzar una sotana morada en lloc negre sota les seves vestimentes).
Un arximandrita oriental, hegumen o hegumenia que dirigeix una comunitat monàstica també porta un bàcul. Els és conferit pel bisbe durant la Divina Litúrgia per a l'elevació del candidat. Quan no està vestit per al culte, un bisbe, arximandrita o abad utilitza un bastó de comandament rematat amb un pom de plata.

#### Ortodòxia oriental
A les esglésies ortodoxes orientals,els bàculs s'utilitzen com bastons pastorals en poder dels bisbes. L'Església Apostòlica Armènia utilitza tant bàculs d'estil occidental com oriental, mentre que l'Església ortodoxa siriana i l'Església ortodoxa de l'Índia tenen bàculs que són més gruixuts que els seus contraparts orientals. Els clergues de l'Església ortodoxa etíop Tewahedo i de l'Església ortodoxa d'Eritrea Tewahedo fan servir bàculs com els grecs. A l'Església ortodoxa copta d'Alexandria, els bàculs són de vegades una mica més llargs i sempre estan decorats amb un drap vermell sang al voltant de la creu superior i les serps. Això simbolitza la responsabilitat del bisbe de la sang del seu ramat.

## Imatges

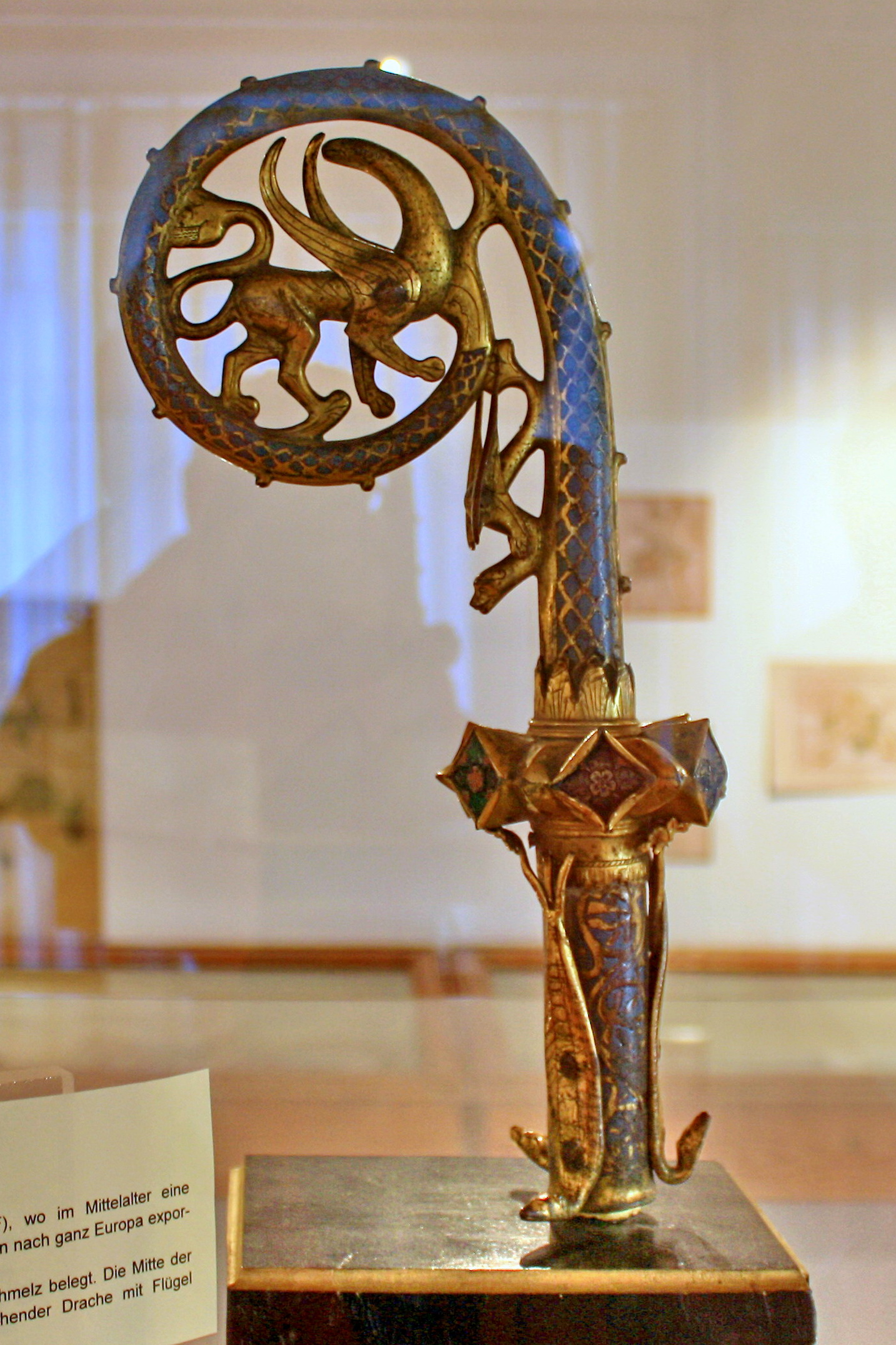
Bàcul d'aproximadament 1220-30, tresor de l'antiga abadia de Rüti a Suïssa
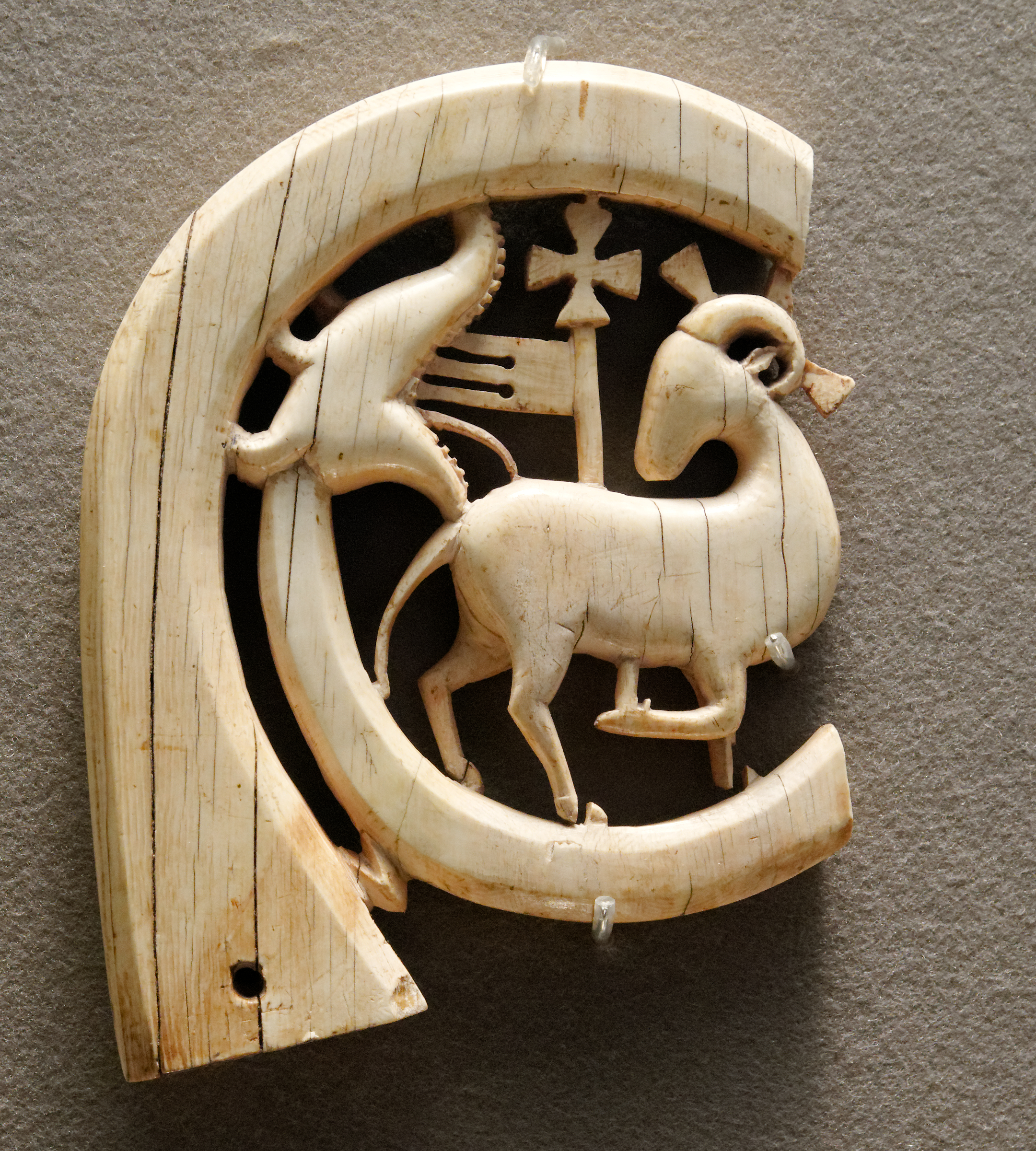
Bàcul d'ivori mostrant l'Agnus Dei, Itàlia, segle xiii Musée du Louvre)
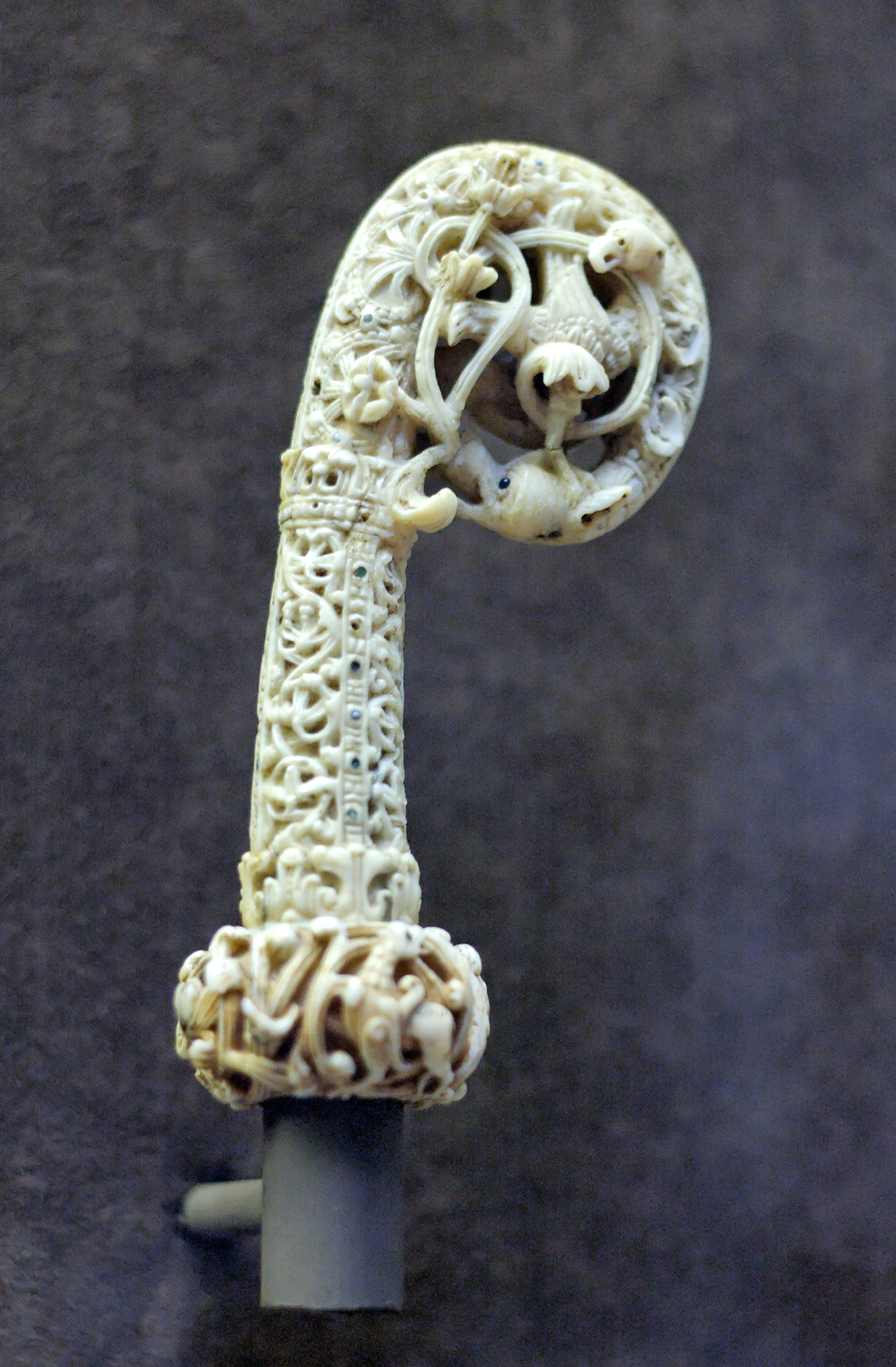
Ullal de morsa, amb l'Esperit Sant en forma de colom, Anglaterra, vers el 1120–1130 (Musée national du Moyen Âge, París)
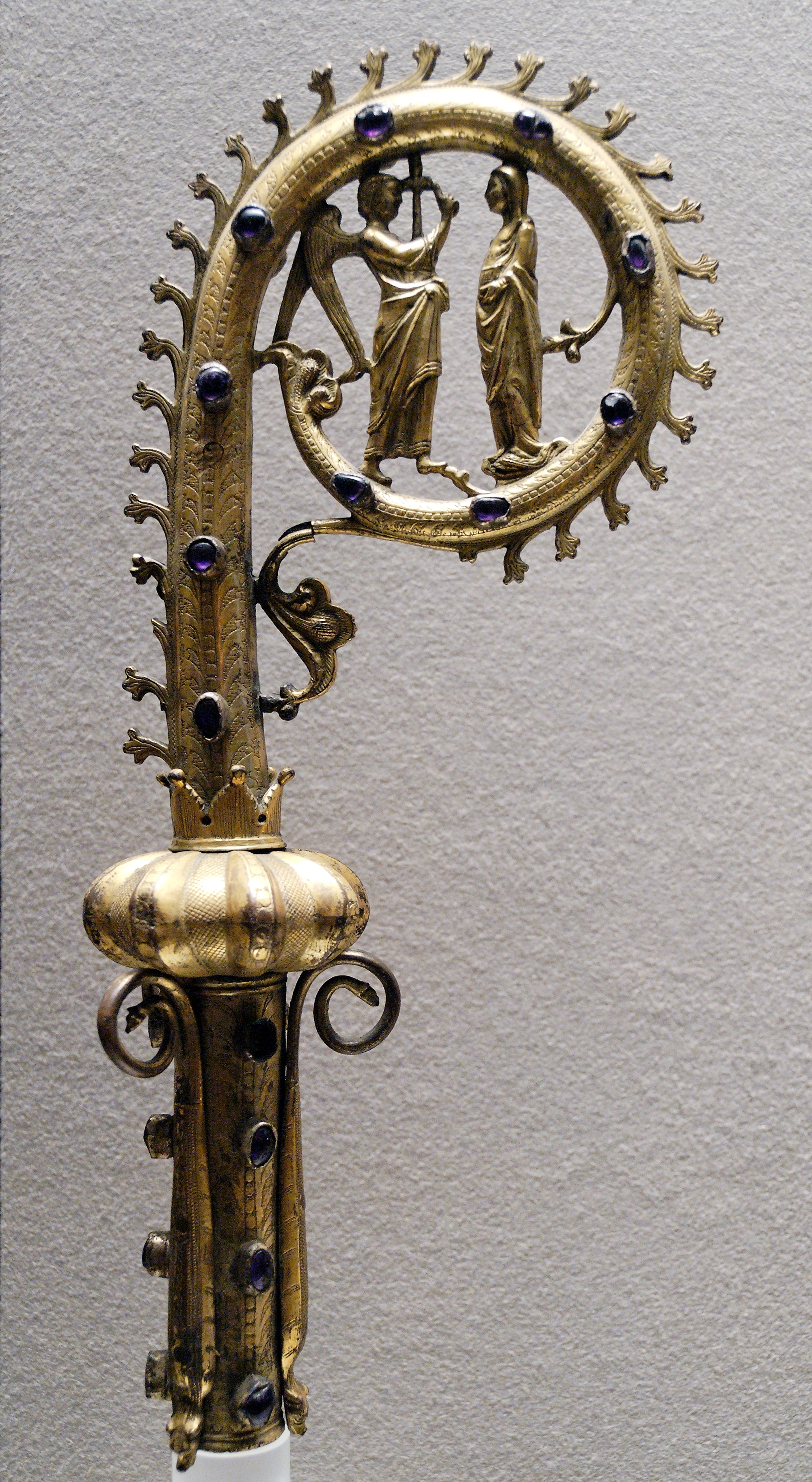
Bàcul de coure daurat i vidre, mostra l'Anunciació, Llemotges, mitjans del segle xiii (Louvre)
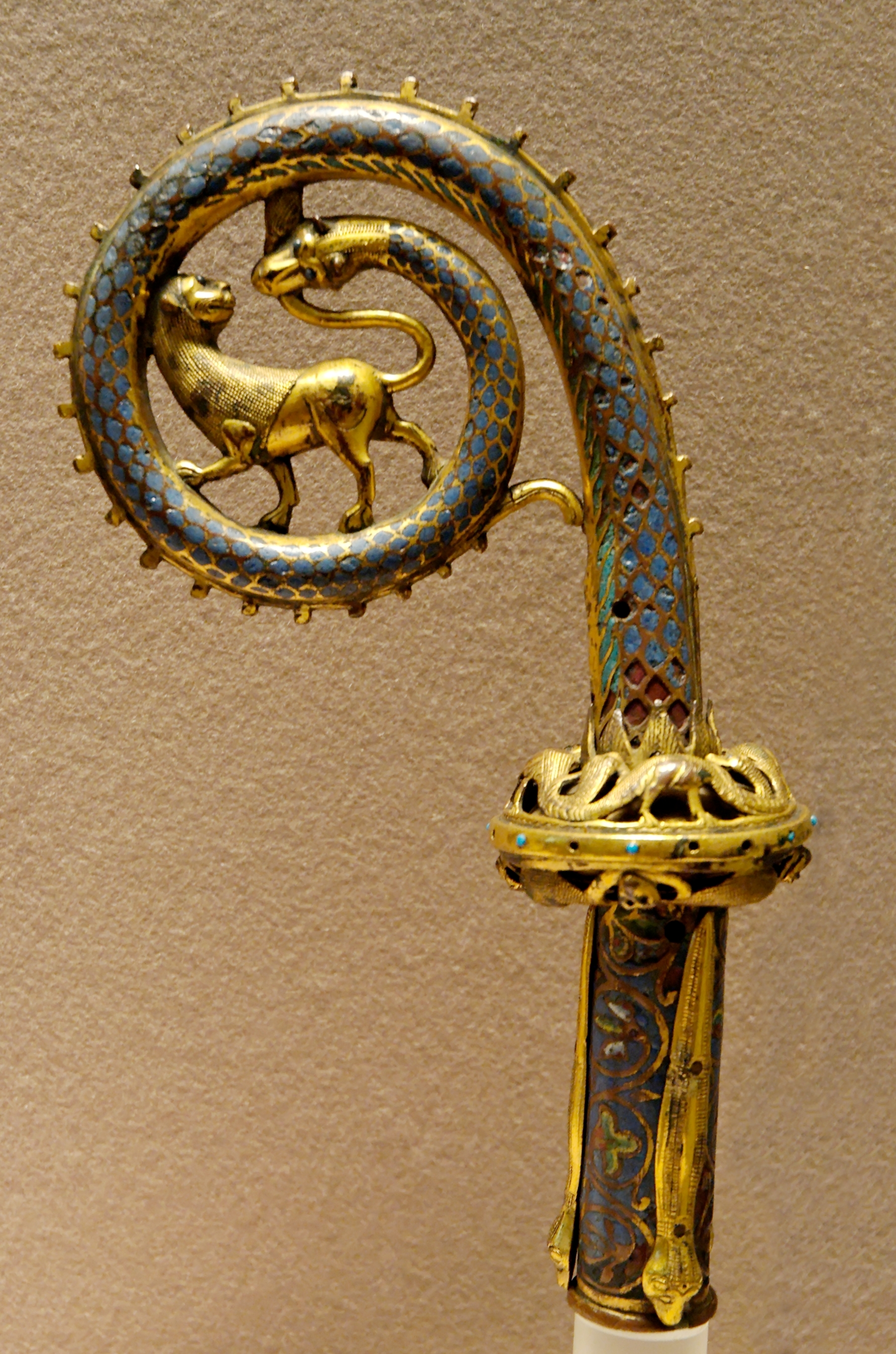
Champlevé esmaltat sobre coure daurat, lleó amb serp, Llemotges, vers el 1200 (Louvre)